# HBCゆうやけワイド・テレビ一番星
『HBCゆうやけワイド・テレビ一番星』（エイチ・ビー・シーゆうやけワイド テレビいちばんぼし）は、TBS系列の北海道放送（HBCテレビ）にて、1993年10月1日から1994年9月30日まで放送された夕方ローカルワイド番組である。
1994年10月からは『4じからワイド・いちばん星』にリニューアルされたが、本項ではこれも含めて記述する。

## 概要
1993年8月、日本テレビ系列の札幌テレビ放送（STV）が『どさんこワイド120』で開始した夕方ローカルワイド番組に対抗するべく、10月4日から『北海道スーパーワイド』という番組名で開始することを発表。その後、『HBCゆうやけワイド・テレビ一番星』が正式番組名となった。
『どさんこワイド』の放送時間だった2時間に対抗するため、21年続いた長寿番組『パック2』からショッピング情報のみ引き継ぎ終了させ16時より3時間の放送枠を確保。TBSからの『JNNニュースの森』と道内ニュース『HBCネットワーク テレポート6』を内包して、14 - 15時台のネット番組で15時飛び乗りであった『スーパーワイド』をフルネットに移行した上で内包し5時間の生放送を行う構想が発表される。但し、発表当初、“地方局最長の3時間”を謳い文句にしていた。
ところが、発表からまもなく、STVが『どさんこワイド』が放送時間拡大決定。タイトルを『どさんこワイド212（現：どさんこワイド179）』に改め、『ザ・ワイド』のネット開始により、一時放送されていなかった東京発のワイドショー番組のネットを再開。放送開始時間を『一番星』より10分早い15時50分開始にして、11:30開始の『NNN昼のニュース』（現・『ストレイトニュース』）から7時間半の生放送ゾーンを開始することになった。そのため発表当初の謳い文句は崩れることになった。
テコ入れとして年明けには16時スタートを『スーパーワイド』エンディング後ステブレレスですぐの15時50分頃スタートに繰り上げた。
当番組はクリアビジョン放送をしたが、HBCテレビの番組表には表記していなかった。

## 4じからワイド・いちばん星
『4じからワイド・いちばん星』（よじからわいど・いちばんぼし）とは北海道放送（HBCテレビ）にて1994年10月17日から1996年3月31日にかけて放送された夕方ローカルワイド番組である。
『JNNニュースの森』と『テレポート6』のニュースコーナーを分割させてスタートしたが、それでも状況を打破することはできず1年半で終了した。なお、番組タイトルの時間表記は『4時』ではなく、正しくは『4じ』である。
番組の題字は天塩町出身のタレントポール牧が手掛けた。

## 出演者
- デビル佐々木
- 近藤肇（近藤はじめ名義で出演）
- 村上亜希子
- 桜井宏（1994年4月よりメインキャスターとなる）
- 山崎英樹
- 薮淳一
- 佐藤のりゆき
- 石崎輝明
- 浅野英美
- 渡辺信一（DON）
- 橋本真紀
- 卓田和広
- 内藤克
- 関博紀
- 新井理
- 石崎岳（テレポート6キャスター）
- 渡辺陽子（テレポート6キャスター）
- 高橋あゆみ（天気コーナー担当）
- 前田華代子
- 鶴羽佳子
- ジャンボ秀克

他

## エピソード
- 『4じからワイド』時代、「おつまみ万才!」のコーナーで視聴者から寄せられた料理レシピとして「あつあつ揚げ」を投稿者と電話でやりとりしながら調理した際、メイン食材を「ささげ」として紹介した[2]。しかし、投稿者がしきりに「ささみ」と発言し、出演者が困惑。ささげを半開きにした途端、投稿者は「あーのね、ささみを開くんですよ。ささげじゃなくて」などと指摘し、司会者が「鳥の肉のささみ?」と投稿者に尋ね食材を取り違えていたことが発覚した。この模様は後にTBSの番組『オールスター赤面申告!ハプニング大賞』の中で全国放送され、この一件が「大ハプニング大賞」に選ばれた。

## 放送時間の変遷

### HBCゆうやけワイド・テレビ一番星
- 1993年10月1日 - 12月28日 月 - 金曜日16:00 - 19:00（JST）
- 1994年1月4日 - 9月30日 月 - 金曜日15:50 - 19:00（JST）

### 4じからワイド・いちばん星
- 1994年10月17日 - 1996年3月31日 月 - 金曜日15:50 - 18:00（JST）